# Cantonul Pays de Morlaàs et du Montanérès
Cantonul Pays de Morlaàs et du Montanérès este un canton francez din departamentul Pyrénées-Atlantiques.

## Istorie
Un nou decupaj teritorial al departamentului Pyrénées-Atlantiques a intrat în vigoare în 2015. Acesta a fost definit prin decretul din 25 februarie 2014, în aplicarea legilor din 17 mai 2013 (legea organică 2013-402 și legea 2013-403).
Cantonul Pays de Morlaàs și Montanérès este format din comunele fostelor cantoane Morlaàs (27 de comune), Pau-Est (3 comune), Montaner (13 comune) și Lembeye (1 comună). Prin această reorganizare administrativă, teritoriul cantonului depășește limitele arondismentelor, cu 44 de comune incluse în arondismentul Pau și 1 în arondismentul Bayonne. Centrul cantonal se află la Morlaàs.

## Compoziție
- Morlaàs (reședință)
- Abère
- Andoins
- Anos
- Arrien
- Artigueloutan
- Baleix
- Barinque
- Bédeille
- Bentayou-Sérée
- Bernadets
- Buros
- Casteide-Doat
- Castéra-Loubix
- Escoubès
- Eslourenties-Daban
- Espéchède
- Gabaston
- Higuères-Souye
- Labatut
- Lamayou
- Lée
- Lespourcy
- Lombia
- Maucor
- Maure
- Momy
- Monségur
- Montaner
- Ouillon
- Ousse
- Ponson-Debat-Pouts
- Pontiacq-Viellepinte
- Riupeyrous
- Saint-Armou
- Saint-Castin
- Saint-Jammes
- Saint-Laurent-Bretagne
- Saubole
- Sedze-Maubecq
- Sedzère
- Sendets
- Serres-Morlaàs
- Urost

## Date demografice
În 2021, cantonul avea 23.861 locuitori, înregistrând o creștere cu +3,43% față de 2015 (Pyrénées-Atlantiques: +3,43%, Franța fără Mayotte: +5,44%).